# Viktor Krjučkov
Viktor Vasil'evič Krjučkov (in russo Виктор Васильевич Крючков?; Mosca, 21 giugno 1938) è un attore e regista sovietico.

## Filmografia parziale

### Regista
- Au-u! (1975)
- Sdaёtsja kvartira s rebёnkom (1978)